# Clube Atlético de Queluz
O O Clube Atlético de Queluz é um equipa profissional de basquetebol sediado em Queluz, Portugal. O clube, fundado em 1933, participa na Liga Portuguesa de Basquetebol.

## História
Na temporada 2005/06, o Queluz participou da Eurocopa de Basquetebol após ter sido campeão na época anterior.
O clube atuou na LCB (atual LPB) até 2008/09, sendo que naquele ano, o clube se retirou das competições da modalidade, tendo voltado a competir nos nacionais somente em 2018/19.
Em 2023/24, o clube conquistou o acesso à Liga Betclic Masculina, a divisão principal do basquetebol português, após uma campanha de destaque que o levou à conquista da Proliga.

## Títulos
- Liga Portuguesa de Basquetebol : 2

1983–84, 2004–05
- Taça de Portugal de Basquetebol : 2

1982–83, 2004–05
- Supertaça Portuguesa de Basquetebol : 2

1984, 2005
- Proliga : 1

2023–24

## Jogadores notáveis
Nota: As bandeiras indicam a elegibilidade da equipa nacional em eventos sancionados pela FIBA. Os jogadores podem ter outras nacionalidades não pertencentes à FIBA que não estejam indicadas.
| Critério de Elegibilidade |
| --- |
| Para figurar nesta secção, um jogador deve ter: - Estabelecido um recorde do clube ou ganho um prémio individual enquanto esteve no clube; - Jogado pelo menos um jogo internacional oficial pela sua seleção nacional em qualquer altura; - Jogado pelo menos um jogo oficial da NBA em qualquer altura. |

- Ângelo Victoriano
- Aníbal Moreira
- Ike Nwankwo
- Carlos Andrade
- Miguel Miranda
- Carlos Lisboa